# Olibrius och gestalterna
Olibrius och gestalterna är en postum novellsamling av Eyvind Johnson utgiven 1986. Den innehåller noveller publicerade i olika tidningar och tidskrifter åren 1920-1935 som tidigare ej varit utgivna i bokform.

## Källa
- Eyvind Johnson Olibrius och gestalterna, Albert Bonniers förlag 1986